# Diga di Panix
La diga di Panix è una diga a gravità situata in Svizzera, nel Canton Grigioni, nel comune di Ilanz/Glion (frazione Pigniu).

## Descrizione
Ha un'altezza di 53 metri e il coronamento è lungo 270 metri. Il volume della diga è di 161.000 metri cubi.
Il lago creato dallo sbarramento ha un volume massimo di 7,3 milioni di metri cubi, una lunghezza di 2 km. Lo sfioratore ha una capacità di 100 metri cubi al secondo.
Le acque del lago vengono sfruttate dalle Ovras Electricas Glion SA.